# Дедник
Дедник (словен. Dednik) — поселення в общині Велике Лаще, Осреднєсловенський регіон, Словенія. 
Висота над рівнем моря: 788,3 м.